# Acacia eremophiloides
Acacia eremophiloides é uma espécie de leguminosa do gênero Acacia, pertencente à família Fabaceae.